# Zorica Marković
Zorica Marković, född 9 juni 1959 i Kosjerić, är en serbisk folksångerska. Hon har bland annat samarbetat med Mitar Mirić under sin karriär.